# Parapallene parviunguicularis
Parapallene parviunguicularis är en havsspindelart som beskrevs av Stock, J.H. 1986. Parapallene parviunguicularis ingår i släktet Parapallene och familjen Callipallenidae. Inga underarter finns listade i Catalogue of Life.